# Leeds United AFC säsongen 1924/1925
Leeds United AFC säsongen 1924/1925 var klubbens första någonsin i division 1 efter att ha vunnit division 2 säsongen innan. I brist på tillgångar hade klubben inte lyckats förstärka laget inför säsongen i någon betydande utsträckning. 
Efter att laget haft en svag vårsäsong så införskaffades dock några spelare, Willis Edwards från Chesterfield FC, Tom Jennings från Raith Rovers FC och Russell Wainscoat från Middlesbrough. Dessa tre skulle komma att få en betydande inverkan på laget på både kort och lång sikt.
Laget blev utslaget redan i första omgången av FA-cupen där det blev förlust borta mot Liverpool FC med 0-3. 
Ledande målskyttar var Jack Swann med 11 mål följt av Percy Whipp med 10.

## Sluttabell i ligan 1924/1925
Leeds placering i sluttabellen The Football League, division 1 säsongen 1924/1925.
| Nr | Lag                  | S  | V  | O  | F  | GM | IM | MS  | P  |
| -- | -------------------- | -- | -- | -- | -- | -- | -- | --- | -- |
| 17 | Everton FC           | 42 | 12 | 11 | 19 | 40 | 60 | −20 | 35 |
| 18 | Leeds United AFC     | 42 | 11 | 12 | 19 | 46 | 59 | −13 | 34 |
| 19 | Burnley FC           | 42 | 11 | 12 | 19 | 46 | 75 | −29 | 34 |
| 20 | Arsenal FC           | 42 | 14 | 5  | 23 | 46 | 58 | −12 | 33 |
| 21 | Preston North End FC | 42 | 10 | 6  | 26 | 37 | 74 | −37 | 26 |
| 22 | Nottingham Forest FC | 42 | 6  | 12 | 24 | 29 | 65 | −36 | 24 |

|  | The Football League, division 1 mästare. |
|  | Silvermedaljör i Division 1.             |
|  | Nedflyttade till Division 2.             |

### Spelartruppen 1924/1925
Leeds United spelartrupp säsongen 1924/1925.
| Nr | Land      | Pos | Namn                  |
| -- | --------- | --- | --------------------- |
|    | England   | MV  | Billy Down (Ålder:26) |
|    | England   | F   | Albert Duffield (30)  |
|    | Skottland | F   | Bill Menzies (22)     |
|    | England   | MF  | Harry Sherwin (31)    |
|    | England   | MF  | Ernie Hart (22)       |
|    | England   | MF  | Jim Baker (32)        |
|    | England   | A   | Alan Noble (24)       |
|    | England   | A   | Percy Whipp (27)      |
|    | Skottland | A   | Joe Richmond (27)     |
|    | England   | A   | Jack Swann (32)       |
|    | Skottland | A   | Joe Harris (32)       |

| Nr | Land    | Pos | Namn                   |
| -- | ------- | --- | ---------------------- |
|    | England | F   | Willis Edwards (21)    |
|    | England | A   | Tom Jennings (22)      |
|    | England | A   | Russell Wainscoat (26) |
|    | England | A   | Walter A. Coates (29)  |
|    | England | F   | George Speak (33)      |
|    | Indien  | A   | Jack Armand (26)       |
|    | England | MV  | Bill Johnson           |
|    | England | F   | Len Baker (26)         |

Spelarnas ålder (inom parentes) gäller 1 september den aktuella säsongen, dvs vid säsongsinledningen.